# 神岡町立茂住小学校
神岡町立茂住小学校 （かみおかちょうりつ もずみしょうがっこう）は、かつて岐阜県吉城郡神岡町（現・飛騨市）に存在した公立小学校。

## 概要
- 旧・吉城郡船津町の小学校であり、東茂住・西茂住・谷・中山などが校区であった。1984年に神岡東小学校に統合され廃校。
- 1947年から1968年までは茂住中学校を併設し、茂住小中学校とも称した。
- 跡地は神岡町北部会館になっている。神岡町北部会館は2012年から一部が重力波望遠鏡KAGRAの建設拠点として使用されていたが、2018年に全面改修し、全館がKAGRAの研究施設（東京大学宇宙線研究所宇宙基礎物理学部門・重力波グループ神岡オフィス）となっている[1]。

## 沿革
- 1874年（明治7年） - 東茂住村に茂住学校として開校。
- 1875年（明治8年） - 
  - 吉城郡高原郷が下高原郷と上高原郷とに分立。そのうち下高原郷49か村[注釈 3]が合併し神岡村が成立。
  - 跡津川学校、谷学校が分立する。
- 1886年（明治19年） - 茂住簡易科小学校に改称する。
- 1889年（明治22年）7月1日 - 神岡村が分割され、船津・朝浦・東町・鹿間・割石・吉ヶ原・二ツ屋・西漆山・東漆山・笈破・牧・土・西茂住・東茂住・杉山・横山・中山・谷・跡津川・佐古・大多和で船津町が発足。
- 1890年（明治23年） - 茂住尋常小学校に改称する。
- 1901年（明治34年）4月 - 谷簡易科小学校を統合し、谷分教場を設置。
- 1913年（大正2年） - 校舎を全焼（1924年再建）。
- 1941年（昭和16年）4月1日 - 茂住国民学校に改称する。
- 1947年（昭和22年）4月1日 - 船津町立茂住小学校に改称する。
- 1950年（昭和25年）6月10日 - 船津町、阿曽布村、袖川村が合併し、神岡町が発足。同時に神岡町立茂住小学校に改称する。
- 1963年（昭和38年）3月 - 谷分校を廃止。谷・中山地区の児童は富山県婦負郡細入村（現・富山市）へ委託[注釈 4]。
- 1984年（昭和59年）3月 - 神岡東小学校に統合され廃校。

## その他
- 船津町には茂住小学校が公立私立の2校が存在した時期（1927年～1941年、1947年～1949年）が存在した。公立の茂住小学校は当記事の茂住小学校であるが、私立は三井鉱山が設置した茂住小学校である。私立茂住小学校は1948年に神岡町に移管され、神岡町立大津山小学校となっている。